# Agrochola clara
Agrochola clara là một loài bướm đêm trong họ Noctuidae.